# Heather Fell
Heather Fell (n. 3 martie 1983, Plymouth, Anglia, Regatul Unit) este o sportivă ce a reprezentat Regatul Unit al Marii Britanii și al Irlandei de Nord, medaliată olimpică. A participat la o ediție a Jocurilor Olimpice (2008) în care a câștigat o medalie de argint.

## Participări
Lista de mai jos prezintă principalele competiții la care a participat Heather Fell de-a lungul carierei.
- modern pentathlon at the 2008 Summer Olympics – women's[*]